# Africká kosmická agentura
Africká kosmická agentura (AfSA) je regionální kosmická agentura založená Africkou unií s cílem koordinace vesmírných programů členských zemí. Africká unie přijala svou vesmírnou strategii v roce 2016, poté následovalo schválení stanov agentury v roce 2018. V roce 2019 byla za sídlo agentury zvolena Káhira v Egyptě. Agentura zahájila svou činnost v lednu 2023.

## Historie
V roce 1992 byla založena Regionální africká organizace pro satelitní komunikaci (RASCOM), ve které bylo zapojeno 45 zemí. Organizace vypustila na oběžnou dráhu pouze dva satelity (v letech 2007 a 2010). Historicky mezi členskými zeměmi Africké unie vznikaly jako první: Národní kosmická agentura pro výzkum a vývoj Nigérie (NASRDA, 1999), Alžírská kosmická agentura (ASAL, 2002) a Jihoafrická národní kosmická agentura (SANSA, 2010).
V roce 2000 byl předložen návrh na vytvoření nadnárodní africké satelitní konstelace. Roku 2003 se do tohoto projektu zapojily Alžírsko, Keňa, Nigérie a Jihoafrická republika. Nigérie v roce 2011 vyslala na oběžnou dráhu svůj satelit NigSat-2, který měl být prvním satelitem konstelace.
S počátkem 21. století se po vzoru Evropské kosmické agentury začalo uvažovat o vzniku panafrické kosmické agentury. Vytvoření podmínek pro její vznik bylo jedním z cílů strategie Africké unie na roky 2009 až 2012. V roce 2010 vydala Komise Africké unie společné stanovisko s Evropskou komisí, kde došlo k deklaraci závazku vytvoření Africké kosmické agentury. V roce 2016 došlo k přijetí strategického dokumentu africké kosmické politiky a strategie. Vývoj agentury pokračoval ve spolupráci s Evropskou kosmickou agenturou a Agenturou Evropské unie pro Kosmický program. V roce 2017 svou národní kosmickou agenturu (KSA) založila také Keňa. Statut AfSA byl přijat v roce 2018.
Jako sídlo Africké kosmické agentury se nabídly země Egypt, Etiopie, Namibie a Nigérie. V Etiopii zahájil v roce 2016 činnost Etiopský institut kosmické vědy a technologií. Egypt založil svou národní Egyptskou kosmickou agenturu (EGSA) v roce 2018. Namibie později svou nabídku stáhla. Roku 2019 byl za sídlo AfSA vybrán Egypt, který navíc nabídl agentuře finanční podporu ve výši deseti milionů amerických dolarů.
V lednu 2023 byla podepsána finální dohoda s Egyptem, ve které bylo stanoveno, že budovu agentury stát věnuje samotné instituci. V průběhu roku 2023 došlo ve třech fázích k postupnému zahájení činnosti agentury. V době zahájení činnosti vyslaly africké státy na orbitu méně než 50 satelitů. Vzhledem k relativně krátké životnosti družic je funkčních jen část. První satelit byl vypuštěn v roce 1998 Jihoafrickou republikou. Do roku 2023 nechalo vynést na oběžnou dráhu svůj satelit 15 afrických zemí.